# Ostfalen
Ostfalen var en historisk region i Nordtyskland. Sammen med Westfalen og Engern var Ostfalen én af de tre store provinser i stammehertugdømmet Sachsen. 

## Udstrækning
Det tidligere Ostfalen er i dag delt mellem Sachsen-Anhalt og Niedersachsen. Et lille område mod syd ligger dog i Thüringen. Det historiske Ostfalen lå mellem floderne Leine (med byerne Göttingen og Hannover), Elben (med Magdeburg), Saale (med Halle an der Saale) og Unstrut (med Naumburg).

## Østfalisk sprog
Ostfälisch tilhører den nedersaksiske gren af Plattysk.

## Ostfalen i dag
I nutiden bruges navet Ostfalen især om området mellem Braunschweig og Magdeburg. Dette svarer stort set til landkredsene Helmstedt i Niedersachsen og Börde i Sachsen-Anhalt. 